# Velma Wallis
Velma Wallis (* 1960 in einem Dorf nahe bei Fort Yukon, Alaska) ist eine US-amerikanische Schriftstellerin vom indigenen Volk der Gwich'in.

## Leben
Velma Wallis wurde in einer Familie mit dreizehn Kindern geboren und wuchs in der Nähe von Fort Yukon in dem Dorf Old Crow auf. Der Ort liegt an der Einmündung des Porcupine River in den Yukon River, etwa 200 Kilometer nordöstlich von Fairbanks und nur wenige Kilometer vom Polarkreis entfernt. Wallis wurde nach den Traditionen ihrer der athabaskischen Sprachgruppe angehörenden Vorfahren aus dem Indianerstamm der Gwich'in erzogen.
Sie war dreizehn Jahre alt, als ihr Vater verstarb. Velma Wallis verließ die Schule, um ihrer Mutter im Haushalt und beim Aufziehen der fünf jüngeren Geschwister zu helfen. Die vertiefte Bindung zu ihrer Mutter, die noch die Gwich'in-Sprache spricht, vermittelte ihr viele Informationen über die Geschichte, Bräuche und Legenden ihrer Vorfahren. So hatte ihre Großmutter in ihrem dreizehnten Lebensjahr weiter flussabwärts in der Circle-City-Gegend während einer Kälteperiode eine Hungersnot überlebt, bei der deren Eltern und mehrere Geschwister sowie viele Stammesangehörige gestorben waren. Wallis’ Großmutter und eine Tante hatten sich alleine bis zu dem Fischerlager Chalkyitsik durchkämpfen können, wo sie von einem Schamanen aufgenommen wurden. Wallis verarbeitete diese Familiengeschichte teilweise in ihrem 1993 erschienenen Buch Two Old Women (spätere dt. Ausgabe: Zwei alte Frauen).
Als die kleineren Geschwister großgezogen waren, lebte Velma Wallis zeitweise in dem Dorf Venetie und holte ihre Schulbildung nach. Sie bestand eine Prüfung, die dem staatlichen High-School-Abschluss entspricht, beschloss dann aber, in eine einsam gelegene Trapperhütte zu ziehen und dort weitgehend alleine zu leben. Die Hütte war von ihrem Vater, der sich zu Lebzeiten auf der Jagd nach Pelztieren als Fallensteller betätigte, etwa zwölf Meilen von Fort Yukon entfernt in der Wildnis als Stützpunkt geschaffen und benutzt worden. Wallis hielt sich über elf Jahre in dieser Trapperhütte auf und überwinterte manchmal sogar dort. Sie versuchte sich auch als Fischerin, Jägerin und Fallenstellerin.
Heute lebt Velma Wallis mit ihrem Mann Jeffrey John und ihren Kindern Daagoo und Laura Brianna in Fort Yukon am Polarkreis.

## Werke
- 1993 Two Old Women. An Alaska Legend of Betrayal, Courage and Survival (1994: Zwei alte Frauen. Eine Legende von Verrat und Tapferkeit, ISBN 3-492-24034-8)
- 1996 Bird Girl and the Man Who Followed the Sun. An Athabaskan Indian Legend from Alaska (1997: Das Vogelmädchen und der Mann, der der Sonne folgte, ISBN 3-453-35005-7)
- 2002 Raising Ourselves: A Gwich'in Coming of Age Story from the Yukon River